# XRCO Award

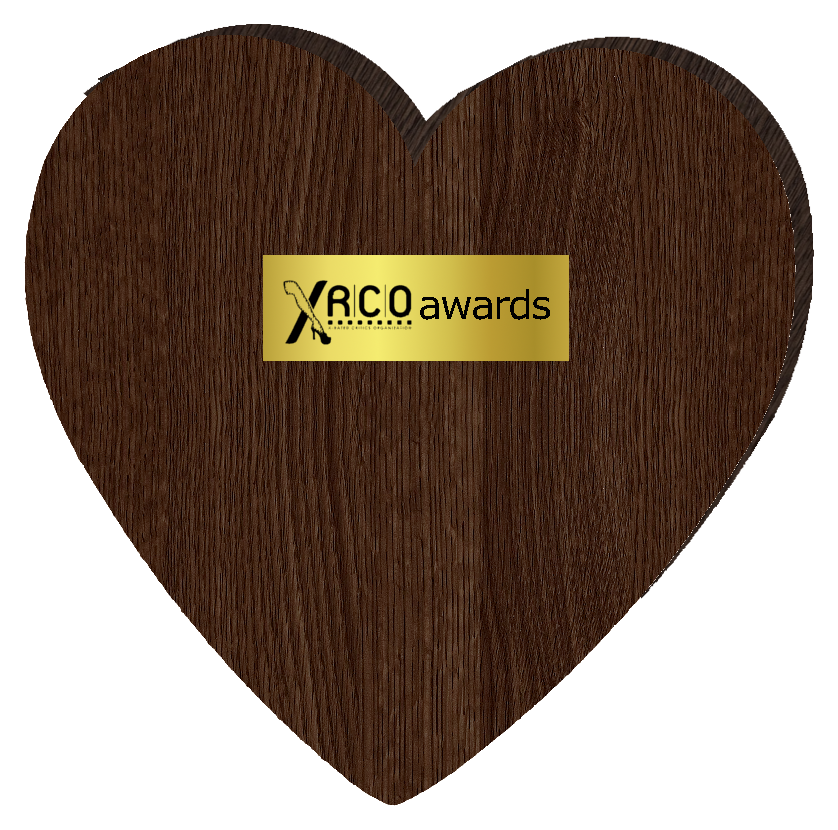

XRCO Award — нагорода, яка щорічно вручається «Організацією критиків кіно для дорослих» (англ. «X-Rated Critics Organization») людям, які працюють в порноіндустрії.
Онлайн архів XRCO не включає нагороди до 1996 року, на сайті пропонується надсилати відомі результати до того року.

## Історія
Перша нагорода XRCO Award була представлена 14 лютого 1985 року в Голлівуді. До 1991 року нагороди вручались на День закоханих.

## Актор (одна сцена) (англ.Actor (Single Performance))
- 1984 Ерік Едвардс (Great Sexpectations)
- 1985 Джеррі Батлер (Snake Eyes)
- 1993 Джон Доу (New Wave Hookers 3)
- 1994 Стівен Санта-Крус (Dog Walker)
- 1995 Джон Доу (Latex)
- 1996 Том Байрон (Flesh)
- 1997 Том Байрон (Indigo Delta)
- 1998 Джеймс Бонн (Masseuse 3)
- 1999 Ренді Спірс (Double Feature)
- 2000 Джоел Лоуренс (Raw)
- 2001 Еван Стоун (Cap'N Mongo'S Porno Playhouse)
- 2002 Рокко Сіффреді (The Fashionistas)
- 2003 Ренді Спірс Горіхи (Space Nuts)
- 2004 Ренді Спірс (Misty Beethoven — The Musical)
- 2005 Ренді Спірс (Eternity)
- 2006 Ренді Спірс (Curse Eternal)
- 2007 Ренді Спірс (Black Widow)
- 2008 Еван Стоун (Pirates II: Stagnetti's Revenge)

## Акторка (одна сцена) (англ.Actress (Single Performance))
- 1984 Рейчел Ешлі (Every Woman Has A Fantasy)
- 1985 Глорія Леонард (Taboo American Style (The Miniseries))
- 1993 Ліна (Blinded by Love)
- 1994 Тіфані Майлон (Sex)
- 1995 Джина Файн (Skin Hunger)
- 1996 Джина Файн (My Surrender)
- 1997 Даяна Лорен (Bad Wives)
- 1998 Джина Файн (Cafe Flesh 2)
- 1999 Інарі Веш (The Awakening)
- 2000 Тейлор Гайес (Jekyll & Hyde)
- 2001 Тейлор Гайес (Fade to Black)
- 2002 Беладонна (The Fashionistas)
- 2003 Ешлі Лонг (Compulsion)
- 2004 Джессіка Дрейк (Fluff and Fold)
- 2005 Саванна Семсон (The New Devil in Miss Jones)
- 2006 Гіларі Скотт (Corruption)
- 2007 Єва Анджеліна (Upload)
- 2008 Джессіка Дрейк (Fallen)
- 2009 Аса Акіра (Pure)

## Любительські або напів-любительські фільми (англ.Amateur Or Pro-Am Series)
- 1993 Randy West'S Up & Cummers
- 1994 Anal Adventures Of Max Hardcore
- 1995 Max
- 1996 Cumback Pussy
- 1997 Filthy First-Timers
- 1998 Real Sex Magazine
- 1999 Real Sex Magazine
- 2000 Up And Cummers
- 2001 Up And Cummers
- 2002 Shane'S World
- 2003 Breakin' 'em In
- 2004 Breakin' 'em In
- 2005 New Whores 2

## Анальні сцени або сцени з подвійним проникненням (англ.Anal Or D.P. Scene)
- 1993 (Arabian Nights)

* Порше Лінн
* Джон Майклс
* Джуліан Сент-Джокс
- 1994 (Butt Banged Bicycle Babes)

* Кім Чемберс
* Івонн
* Марк Девіс
* Джон Стагліно
- 1995 (Bottom Dweller 33 1/3)

* Каріна Колінз
* Джейк Стід
- 1996 (Car Wash Angels)

* Каріна Коллінз
* Т. Т. Бой
* Том Байрон
- 1997 (Behind The Sphinc Door)

* Аліша Класс
* Том Байрон
- 1998 (Tushy Heaven)

* Аліша Класс
* СамантаСтайл
* Шон Майклс
- 1999 (When Rocco Meats Kelly 2)

* Келлі Стеффорд
* Альба Ді Монте
* Рокко Сіффреді
* Начо Відаль

## Найкращий сценарій (англ.Best Screenplay)
- 1984 Every Woman Has A Fantasy
- 1985 Taboo American Style

## Найкращий актор другого плану (англ.Best Supporting Actor)
- 1984 Джоуї Сільвера
- 1985 Джоуї Сільвера

## Найкраща акторка другого плану (англ.Best Supporting Actress)
- 1984 Шарон Кейн
- 1985 Кімберлі Карсон

## Найкраща комедія або пародія (англ.Best Comedy or Parody)
- 2003 Space Nuts
- 2004 Misty Beethoven — The Musical
- 2005 Camp Cuddly Pines Powertool Massacre
- 2006 Britney Rears 3
- 2007 Not the Bradys XXX
- 2008 Ashlynn Goes to College #2
- 2008 Not Bewitched XXX
- 2010 Not Married With Children XXX

## Парна сцена (Couple Scene)

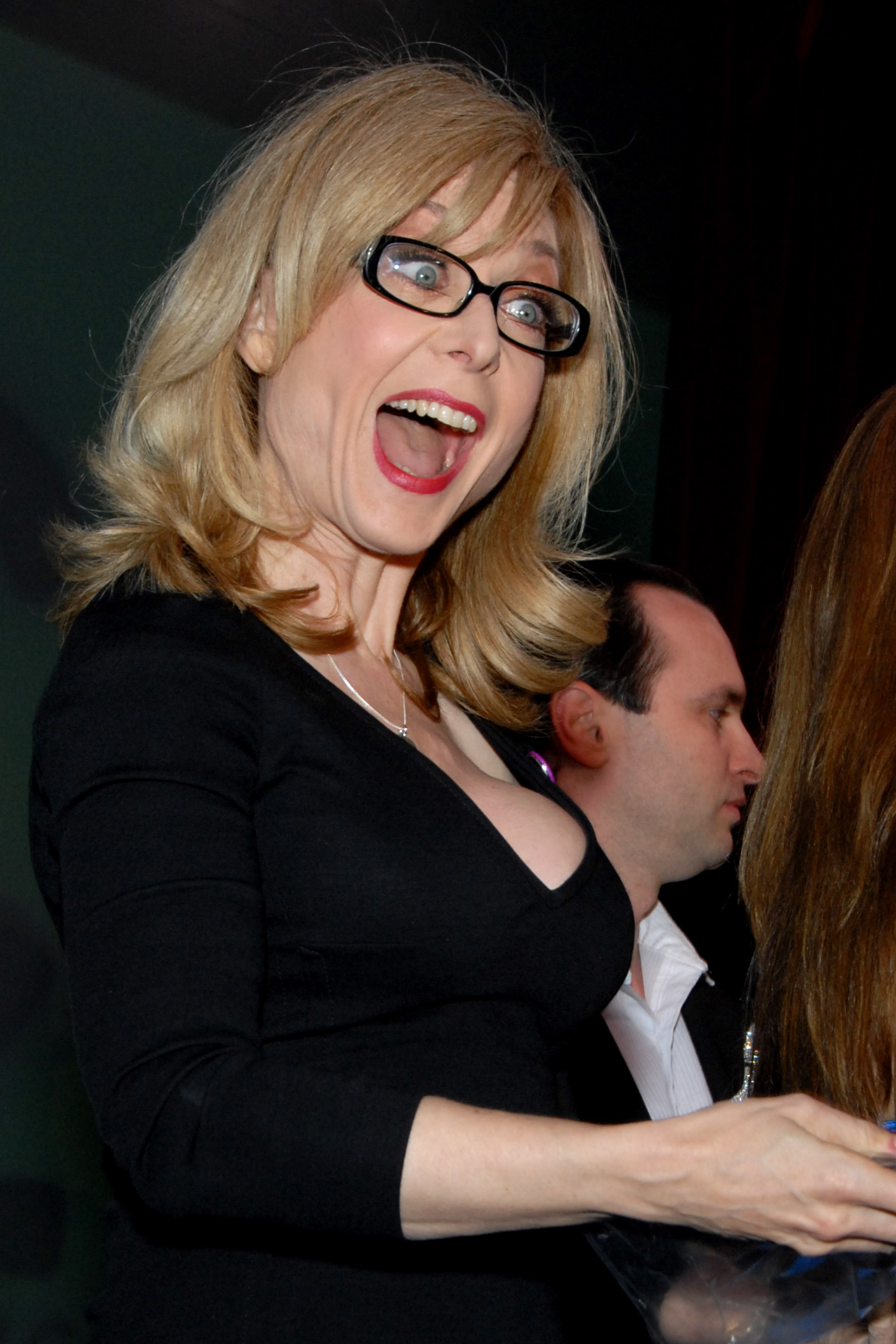
Ніна Гартлі на XRCO Award Show у 2009 році

## Найкращий Cumback (Best Cumback)

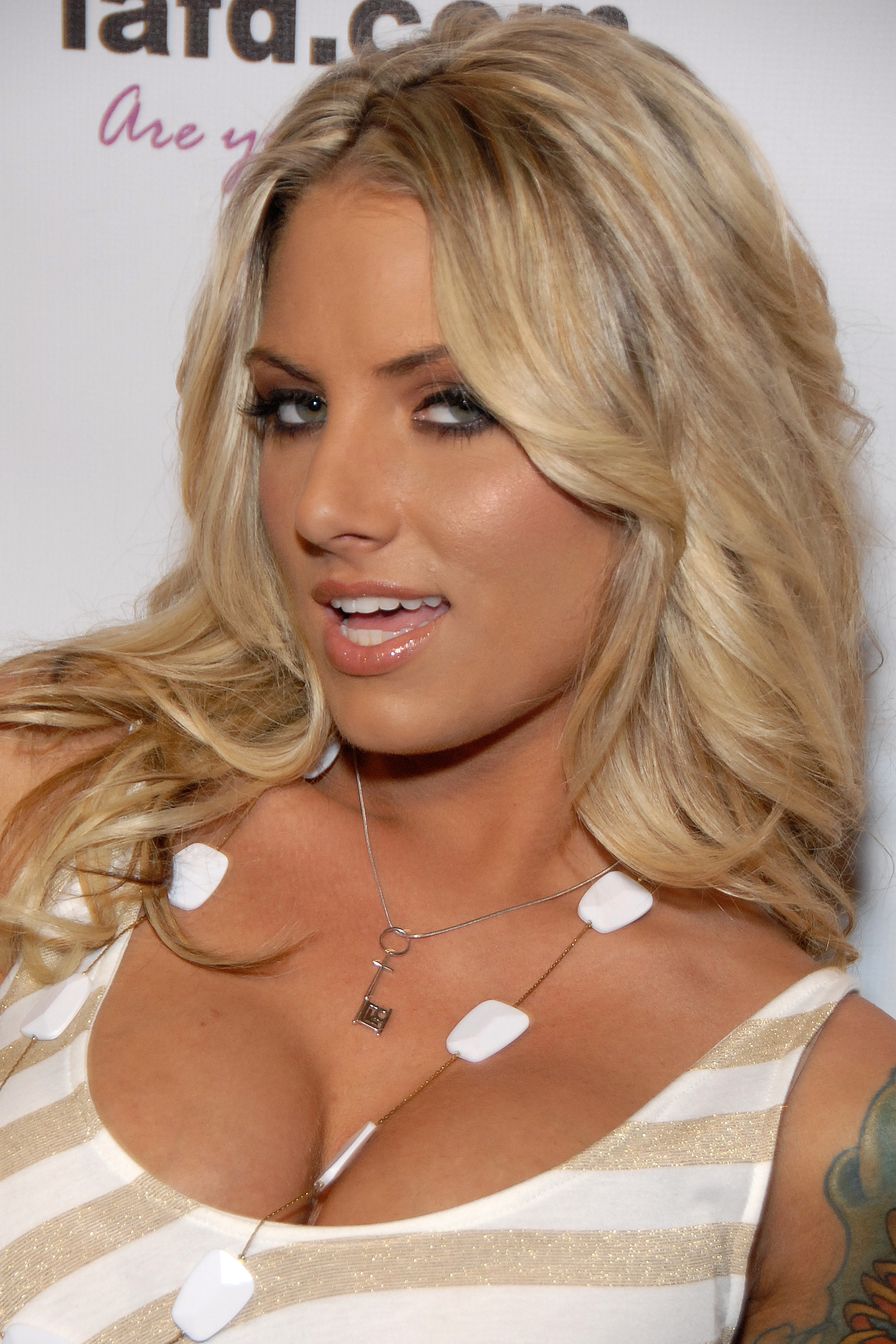
Тіган Преслі на XRCO Award Show у 2009 році

## Парна сцена (англ.Couple Scene)
- 1984 (Every Woman Has A Fantasy)

* Джон Леслі
* Рейчел Ешлі
- 1985 (Busters Ball)

* Джон Леслі
* Ніна Гартлі

## Преміяглибокого горла(англ.Deep Throat Award)
- 2008 Анджеліна Валентайн

## Найкращий Cumback (англ.Best Cumback)
- 2006 Ліза Енн
- 2007 Кейлені Лей
- 2008 Тіган Преслі
- 2010 Єва Анджеліна

## Найкращий режисер (англ.Best Director)
- 1984 Едвін Браун
- 1985 Анрі Пачард
- 1993 Пол Томас
- 1994 Джон Леслі
- 1995 Майкла Нінна
- 1996 Грегорі Дарк
- 1997 Джон Леслі
- 1998 Джон Леслі
- 1999 Пол Томас
- 2000 Майкл Рейвен
- 2001 Джулс Джордан
- 2002 Джон Стагліно
- 2003 Джулс Джордан
- 2004 Джулс Джордан
- 2005 Джун
- 2006 Бред Армстронг (порнографія)
- 2006 Джулс Джордан
- 2007 Бред Armstron
- 2007 Сторні Деніелс
- 2007 Джулс Джордан
- 2008 Бред Армстронг
- 2008 Джулс Джордан
- 2010 Віл Райдер
- 2010 Вільям

## Найкращі етнічні сцени (англ.Best Ethnic Series)
- 2010 Big Black Wet Asses

## Обурливе DVD (англ.Most Outrageous DVD Xtras)
- 2005 Camp Cuddly Pines Powertool Massacre
- 2006 Corruption
- 2007 Upload
- 2008 Pirates II: Stagnetti's Revenge
- 2010 2040

## Крем-мрія ((Teen) Cream Dream)

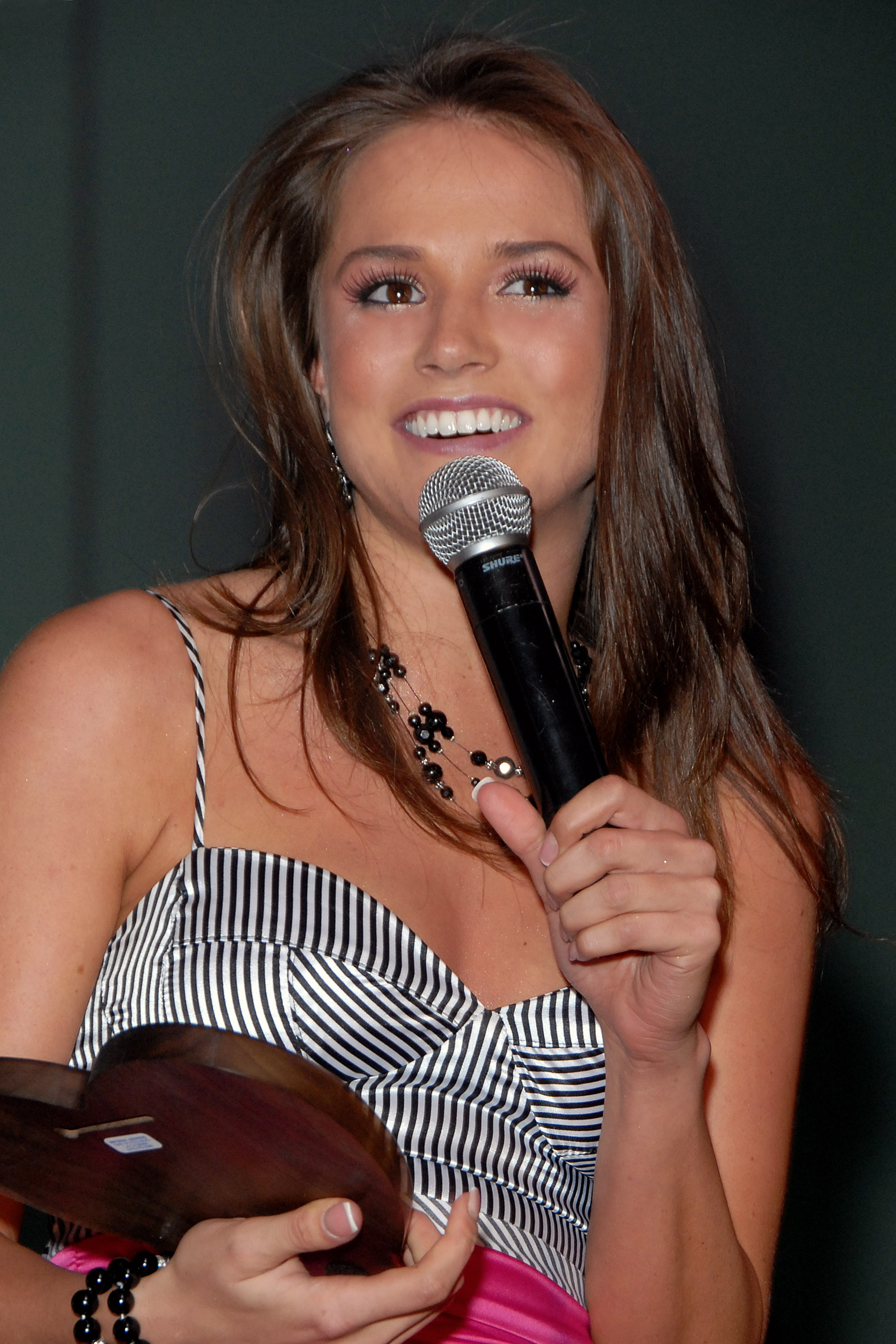
Торі Блек на XCRO Award Show у 2009 році

## Акторка року (англ.Female Performer of the Year)
- 1984 Джинджер Лінн
- 1993 Дебі Даямонд
- 1994 Ліна
- 1995 Джулі Ештон
- 1996 Міссі (порноакторка) Міссі
- 1997 Джилл Келлі
- 1998 Стейсі Валентайн
- 1999 Інарі Веш
- 2000 Джулі Денайл
- 2001 Джулі Денайл
- 2002 Беладонна
- 2003 Ешлі Блю
- 2004 Лорен Фенікс
- 2005 Нікі Гантер
- 2006 Гіларі Скотт
- 2007 Саша Грей
- 2008 Дженна Гейз
- 2010 Торі Блек

## Найкраща лесбійська сцена (англ.Best Girl-Girl Scene)
- 1984 (Body Girls)

* Еріка Бойєр
* Робін Еверетт
- 1985 (Pleasure Island)

* Оргія п'ятьох жінок
- 1993 (Hidden Obsessions)

* Джанін Ліндмаледр
* Джулія Енн
- 1994 (Dinner Party)

* Селеста
* Дебі Даямонд
* Місті Рейн
- 1995 (Takin' It To The Limit 6)

* Трейсі Аллен
* Каріна Колінз
* Фелісія
* Джилл Келлі
* Місті Рейн
- 1996 (Beyond Reality 1)

* Каріна Колінз
* Фелісія
- 1997 (Miscreants)

* Джина Файн
* Тіффані Мінкс
* Стефані Свіфт
- 1998 (Tampa Tushy Fest 1)

* Хлоя
* Аліша Класс
- 1999 (Torn)

* Хлоя
* Джинджер Лінн
- 2000 (Les Vampyres)

* Syren
* Ава Вінсент
- 2001 (No Man'S Land 33)

* Джулі Денайл
* Інарі Веш
- 2002 (Fashionistas)

* Беладонна
* Тейлор Сент-Клер
- 2003 (My Plaything — Jenna Jameson 2)

* Дженна Джеймсон
* Кармен Лувана
- 2004 (The Violation of Audrey Hollander)

* Одрі Голландер
* Гіа Палома
* Ешлі Блю
* Тіла Вінн
* Броді
* Келлі Кляйн

## Найкраща лесбійський реліз (англ.Best Girl-Girl Release)
- 2005 Belladonna's Fucking Girls
- 2006 Belladonna: No Warning 2
- 2007 Belladona's Fucking Girls 4
- 2008 Belladonna's Girl Train
- 2010 Women Seeking Women

## Найкращий гонзо реліз (англ.Best Gonzo Release)
- 2005 Slut Puppies
- 2006 Jenna Haze Darkside
- 2007 Flesh Hunter 10
- 2008 Alexis Texas is Buttwoman
- 2010 Big Wet Asses 15

## Кращий гонзо випуск (англ.Best Gonzo Series)
- 1997 Shane's World
- 1998 Whack Attack
- 1999 Please
- 2000 Please!
- 2001 Service Animals
- 2002 Flesh Hunter
- 2003 Flesh Hunter
- 2004 Service Animals
- 2005 Service Animals
- 2006 Service Animals
- 2007 Ass Worship
- 2008 Big Wet Asses
- 2010 Seasoned Players

## Сцена групового сексу (англ.Group Scene)
- 1984 (Stud Hunters)

- Піппі Андерсен
- 5 studs

- 1985 (New Wave Hookers)

- Джинджер Лінн
- Той Байрон
- Стів Пауерс

- 1993 Slave To Love; Orgy

- 1994 (Buttman'S British Moderately Big Tit Adventure)

- Стефані Харт-Роджерс
- Джені Лемб
- Рокко Сіфреді
- Джої Сільвера

- 1995 (New Wave Hookers 4)

- оргія на сходах

- 1996 (American Tushy)

- Міссі
- Тейрен Стілі
- Хакан Сербс
- Алкс Сандерс

- 1997 (Psychosexuals)

- Хлоя
- Рубі
- Мікі Дж.

- 1998 (Asswoman In Wonderland)

- Айрок
- Тіфані Мінкс
- Страйс-9
- Ван Демедж
- Лусіано

- 1999 (Ultimate Guide To Anal Sex For Women)

- фінальна оргія

- 2000 (Days Of Whore)

- Крісті Міст
- інші учасники

- 2001 (Gangbang Auditions 7)

- Аврора Сноу
- п'ять чоловіків

- 2002 (The Fashionistas)

- Фрайді
- Тейлор Сент-Клер
- Шерон Вайлд
- Рокко Сіфреді

- 2003 (Flesh Hunter 5)

- Тейлор Рейн
- Арнольд Шварценпекер
- Джон СТронг
- Трент Тесоро
- Марк Вуд

- 2004 (Baker's Dozen 2)

- Міссі Монро
- Камі Ендрюс
- Джулі Найт
- інші

## Кучерява сцена (англ.Kinky Scene)
- 1984 (Insatiable II)

- Джеймі Джиліс
- Мерелін Чемберс

- 1985 (Nasty)

- Джеймі Джиліс
- Джейл Стерлінг
- Лінкс Кенон

## Едалт мейнстрім (англ.Mainstream Adult Media Favorite)
- 2003 Мері Кері
- 2004 Сеймура Батс
- 2004 Дженна Джеймсон
- 2005 Стормі Деніелс
- 2006 Рон Джеремі
- 2007 Стормі Деніелс
- 2008 Саша Грей
- 2010 Саша Грей

## Виконавець року (англ.Male Performer of the Year)
- 1984 Ерік Едвардс
- 1993 Марк Волліс
- 1994 Джон Доу
- 1995 Т. Т. Бой
- 1996 Т. Т. Бой
- 1997 Той Майрон
- 1998 Містер Маркус
- 1999 Боббі Віталь
- 2000 Еван Стоун
- 2001 Лексінгтон Стілі
- 2002 Ерік Еверхард
- 2003 Мануель Феррара
- 2004 Мануель Феррара
- 2005 Мануель Феррара
- 2006 Томмі Ган
- 2007 Еван Стоун
- 2008 Джеймс Дін
- 2010 Еван Стоун

## Найкраще перетворення (англ.Best On-Screen Chemistry)

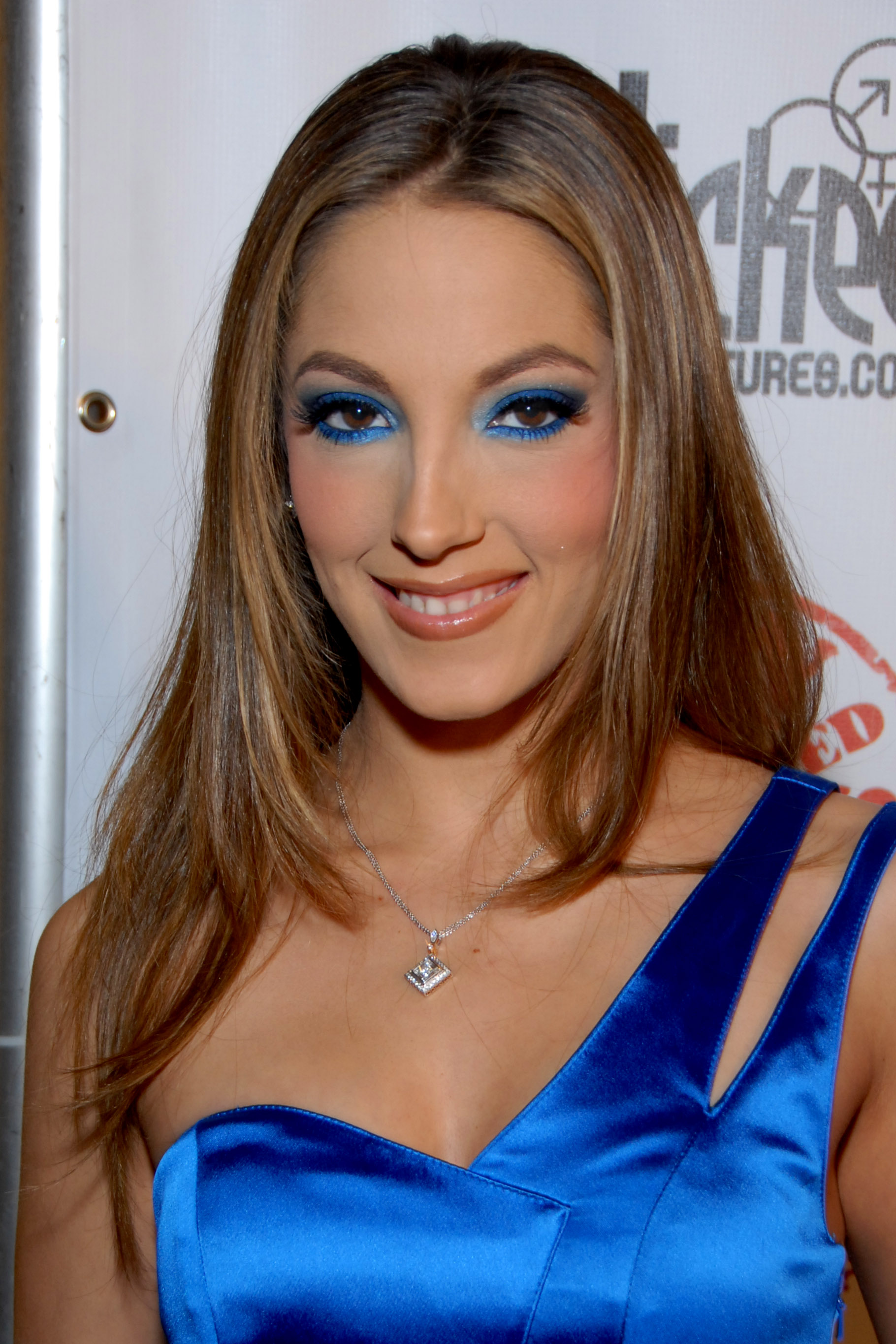
Дженна Хейз на XRCO Award Show у 2009 році

- 2006 (Fashionistas Safado — The Challenge)

- Джианна
- Дженна Гейз
- Рокко

- 2007

- Джоанна Енйджел
- Джеймс Дін

- 2008

- Джоанна Енйджел
- Джеймс Дін

## Сцена з чоловіком і жінкою (англ.Male-Female Scene)
- 1993 (New Wave Hookers 3)

- Крістал Вайлдер
- Рокко Сіффреді

- 1994 (Seymore & Shane On The Loose)

- Лана
- Т. Т. Бой

- 1995 (Kink)

- Каріна Коллінс
- Рокко Сіфреді

- 1996 (Max 8: The Fugitive)

- Ловетт
- Макс Хардкор

- 1997 (Psychosexuals)

- Нікіта
- Мікі Дж.

- 1998 (Pink Hotel On Butt Row)

- Elena
- Т. Т. Бой

- 1999 (Nothing To Hide 3 & Nothing To Hide 4)

- Гвен Самерс
- Джуліан

- 2000 (Xxxtreme Fantasies Of Jewel De'Nyle)

- Джулі Денайл
- Начо Відаль

- 2001 (Welcome To Chloeville 3)

- Хлоя
- Марк Девіс

- 2002 (The Fashionistas)

- Тейлор Сент-Клер
- Роко Сіфреді

- 2003 (Babes in Pornland 14: Bubble Butt Babes)

- Джулі Денайл
- Мануель Феррара

- 2004 (XXX)

- Лексінгтон Стілі
- Кацуні

- 2005 (Darkside)

- Пенні Флейм
- Гершель Сейведж

## MILF року (англ.MILF Of The Year)
- 2006 Джанін Ліндмалдер
- 2007 Кайлі Айрленд
- 2008 Джулія Енн
- 2010 Ліза Енн

## Особливий випуск (англ.Mini-Feature Series)
- 1993 Sodomania
- 1994 Sodomania

## Нова старлетка (англ.New Starlet)
- 1993 Шейла Лево
- 1994 Місті Рейн
- 1995 Дженна Джеймсон
- 1996 Стейсі Валентайн
- 1997 Нікіта
- 1998 Рейлін
- 1999 Джулі Денайл
- 2000 Тера Патрік
- 2001 Моніка Мейхем
- 2002 Кармен Лувана
- 2003 Лорен Фенікс
- 2004 Тіган Преслі
- 2005 Гіларі Скотт
- 2006 Саша Грей
- 2007 Брі Олсон
- 2008 Стоя
- 2010 Кейні Лін Картер

## Новий актор (англ.New Stud)
- 1999 Еван Стоун
- 2000 Дайлон Дей
- 2002 Мануель Феррара
- 2003 Бен Інгліш
- 2004 Томмі Ган
- 2005 Скот Нейлз
- 2006 Дерік Пірс
- 2007 Чарльз Дера
- 2008 Сі Джей Райт
- 2010 Дейн Крос

## Сцена орального сексу (англ.Oral Scene)
- 1984 (Succulent)

- Рон Джеремі
- Літл Орал Енні

- 1985 (Love Bites)

- Ембер Лінн
- Петер Норт
- Рік Сейведж

## Найкращий оргазм в анальному сексі (англ.Orgasmic Analist)
- 2000 Хлоя
- 2001 Джулі Денайл
- 2002 Беладонна
- 2003 Лорен Фенікс
- 2004 Лорен Фенікс
- 2005 Катя Касен
- 2006 Гіларі Скотт
- 2007 Гіларі Скот
- 2008 Беладонна
- 2010 Дженна Гейз

## Найкращий оргазм в оральному сексі (англ.Orgasmic Oralist)
- 1999 Боббі Бліс
- 2000 Інарі Веш
- 2001 Кейлін
- 2002 Кейлін
- 2003 Фелісія Фокс
- 2004 Роксі Джейзел
- 2005 Гіларі Скотт
- 2006 Гіларі Скот
- 2007 Дженна Гейз
- 2008 Беладонна
- 2010 Боббі Стар

## Найкращий POV реліз (англ.Best POV Release)
- 2005 Pov Pervert 5
- 2006 Jack's Pov 5
- 2007 inTERActive
- 2008 Tunnel Vision #3
- 2010 POV Jugg Fuckers 2
- 2010 POV Pervert 11

## Найкращий реліз (англ.Best Release)
- 2005 Pirates
- 2006 Curse Eternal
- 2007 Babysitters
- 2008 Cheerleaders
- 2010 Flight Attendants

### Найкращий Епік (англ.Best Epic)
- 2005 Pirates
- 2006 Corruption
- 2007 Upload
- 2008 Fallen
- 2008 Pirates II: Stagnetti's Revenge
- 2010 2040

### DVD
- 2000 Dream Quest
- 2001 Dark Angels: Special Edition
- 2002 Euphoria
- 2003 The Fashionistas
- 2004 Millionaire

### XRCO Найкращий фільм року (англ.XRCO Best Film of the Year)
- 1985 Every Woman Has a Fantasy
- 1988 Every Woman Has a Fantasy 2
- 1989 Pretty Peaches 2
- 1990 Pretty Peaches 3 — The Quest
- 1991 Wild Goose Chase
- 1992 Chameleons Not the Sequel
- 1993 Nothing To Hide 2 — Justine
- 1994 Dog Walker
- 1995 Borderline
- 1996 Sex Freaks
- 1997 Bad Wives
- 1998 Masseuse 3
- 1999 The Awakening
- 2000 Les Vampyres
- 2001 Fade to Black
- 2002 The Fashionistas
- 2003 Compulsion
- 2004 The Masseuse
- 2005 Pirates

### XRCO Найкраще відео року (англ.XRCO Best Video of the Year)
- 1985 Black Throat
- 1986 Dream Girls
- 1987 Nightshift Nurses
- 1988 Catwoman
- 1989 Chameleon
- 1990 Buttman's Ultimate Workout
- 1991 Buttman's European Vacation
- 1993 Pussyman — The Search
- 1994 Takin' It To The Limit
- 1995 Latex
- 1996 Buttman In The Crack
- 1997 Psycho Sexuals
- 1998 Cafe Flesh 2
- 2000 Ginger Lynn is Torn
- 2001 Buttman's Toy Stories
- 2002 Euphoria
- 2003 Ass Collector]
- 2004 Beautiful
- 2005 In the Garden of Shadows

## Випуск (англ.Series)
- 1996 Joey Silvera'S Butt Row

## Супердівчисько (англ.Superslut)
- 2002 Каталіна
- 2003 Джулі Найт
- 2004 Аріана Джолі
- 2005 Аріана Джолі
- 2006 Гіларі Скот
- 2007 Анет Шварц
- 2008 Боббі Стар
- 2009 Боббі Стар
- 2010 Боббі Стар

## Крем-мрія (англ.(Teen) Cream Dream)
- 2000 Елісін Чейнз
- 2001 Аврора Сноу
- 2002 Ешлі Блю
- 2003 Цитерея
- 2004 Тіган Преслі
- 2005 Кензі Кеннер
- 2006 Міа Роз
- 2007 Брі Олсон
- 2008 Торі Блек
- 2009 Торі Блек
- 2010 Лексі Белл
- 2011 Тара Лін Фокс

## Threeway
- 2000 (Please 9)

- Аманда
- Джессіка
- Начо Відаль

- 2001 (Up Your Ass 18)

- Аврора Сноу
- Містер Маркус
- Лексінгтон Стілі

- 2002 (Trained Teens)

- Гейдж
- Аврора Сноу
- Джулс Джордан

- 2003 (Mason's Dirty Tricks)

- Джулі Найт
- Мануель Феррара
- Стів Холмс

- 2004 (Flesh Hunter 7)

- Тіган Преслі
- Марк Ешлі
- Альберто Рей

## Неоспівана сирена (англ.Unsung Siren)
- 1993 Лесі Роз
- 1994 Шейн
- 1995 Теммі Енн
- 1996 Сінді Кокс
- 1997 Хлоя
- 1998 Кеті Голд
- 1999 Сідні Стілі
- 2000 Шелбі Майн
- 2001 Алана Еванс
- 2002 Олівія Сейнт
- 2003 Сабрін Мауї
- 2004 Кеті Морган
- 2005 Хелі Пейдж
- 2006 Міка Тен
- 2007 Роксі Девіл
- 2008 Ембер Рейн
- 2010 Мері Лув

## Неоспіваний мечник (англ.Unsung Swordsman)
- 1996 Стів Хачер
- 1997 Дейв Хардман
- 1998 Лусіано
- 1999 Аян Деніелс
- 2000 Ерік Еверхард
- 2001 Дейв Каммінгз
- 2002 Брендон Айрон
- 2003 Стів Холмс
- 2004 Брайан Шуевуд
- 2005 Брендон Айрон
- 2006 Марк Вуд
- 2007 Джемс Дін
- 2008 Чарльз Дера
- 2010 Саша

## Випуск віньєтка (Vignette Series)
- 1995 Voyeur

## Лісничий року (англ.Woodsman Of The Year)
- 1993 Шон Майклз
- 1994 Алекс Сендерс
- 1995 Т. Т. Бой

## Найгірший фільм (англ.Worst Movie)
- 1993 Nympho Zombie Coeds
- 1994 Gum-Me-Bare
- 1995 World'S Biggest Gang Bang
- 1996 Frankenpenis
- 1997 87 And Still Bangin'
- 1998 World'S Biggest Anal Gangbang
- 1999 Vomitorium
- 2000 Watch Me Camp Bitch!
- 2001 Fossil Fuckers
- 2002 You'Re Never Too Old To Gangbang